# Nekézseny
Nekézseny község Borsod-Abaúj-Zemplén vármegyében, az Ózdi járásban.

## Fekvése
Az Upponyi-hegység délkeleti szélén, a Csernely-patak mentén helyezkedik el, Ózdtól 15 kilométerre délkeletre, Putnoktól 21 kilométerre délre, Miskolctól pedig 46 kilométerre északnyugatra. Jelentős a területén az erdők aránya.
A környező települések: Csokvaomány, Dédestapolcsány, Lénárddaróc, Sáta, a legközelebbi város Ózd (körülbelül 15 kilométerre).

### Megközelítése
Főutcája a 2518-as út, amely a hegység déli peremén húzódik végig, Dédestapolcsánytól Csernelyig. Határát érinti a 2521-es út is, mely Sátával és Borsodbótával kapcsolja össze, nyugati szomszédja, Csokvaomány pedig a 25 119-es számú mellékúton érhető el.
Érinti a települést a 87-es számú Eger–Putnok-vasútvonal is, sőt a közigazgatási területén két megállóhely is volt (Nekézseny és Csokvaomány megállóhelyek), de a vasútvonal Nekézsenyt érintő, Szilvásvárad és Putnok közötti szakaszán a személyszállítás 2009. december 13-án megszűnt, ráadásul egy földcsuszamlás miatt ezen szakaszon járhatatlan a pálya. Csokvaomány megállóhelyet a 2518-as útból, annak 7+700-as kilométerszelvényénél kiágazó, rövid 25 309-es mellékút szolgálta ki

## Története
Régészeti leletek bizonyítják, hogy a terület az őskor óta lakott volt. A település létrejötte az Árpád-korra tehető. Írásban 1415-ben említik először, egy adománylevélen. Ekkor nevét Nekeseny, Nekésenynek írták. A török időkben a hódoltsági terület része lett. A következmény:1688-ban már puszta faluként tartották számon. Az 1700-as években népesült be újra. A lakosság korán megismerkedett a reformációval. 1786-tól református anyaegyház, temploma 1816 és 1822 között épült. Régi borospincéi mutatják, hogy kiterjedt szőlőművelést is folytattak. A Csernely-patakra több vízimalom is épült, melyből egy még az 1930-as években üzemelt. A 20. század első felében az ózdi járáshoz tartozott, 1966-tól a rendszerváltásig Sáta községgel közös tanács irányította a falut. Az 1990-es évek elejétől önálló község.

## Közélete

### Polgármesterei
- 1990–1994: Füzér Ferenc (független)[4]
- 1994–1998: Füzér Ferenc (független)[5]
- 1998–2002: Füzér Ferenc (független)[6]
- 2002–2006: Varga Béla (független)[7]
- 2006–2010: Varga Béla (független)[8]
- 2010–2014: Varga Béla (független)[9]
- 2014–2019: Uj-Tózsa Csabáné (független)[10]
- 2019–2024: Uj-Tózsa Csabáné (független)[11]
- 2024– : Uj-Tózsa Csabáné (Fidesz-KDNP)[1]

## Népesség
A település népességének változása:
| Lakosok száma | 779  | 766  | 752  | 725  | 650  | 607  | 624  | 609  |
|               | 2013 | 2014 | 2015 | 2016 | 2021 | 2022 | 2023 | 2024 |

A 2001-es népszámláláskor a település lakosságának 99%-a magyar, 1%-a cigány nemzetiségűnek vallotta magát.
A 2011-es népszámlálás során a lakosok 86,3%-a magyarnak mondta magát (13,7% nem válaszolt). A vallási megoszlás a következő volt: római katolikus 9,1%, református 49,8%, felekezeten kívüli 7,3% (16,3% nem válaszolt).
2022-ben a lakosság 95,4%-a vallotta magát magyarnak, 1% cigánynak, 0,3% németnek, 0,2% ruszinnak, 0,2% románnak, 1,6% egyéb, nem hazai nemzetiségűnek (4,3% nem nyilatkozott; a kettős identitások miatt a végösszeg nagyobb lehet 100%-nál). Vallásuk szerint 7,4% volt római katolikus, 46,5% református, 0,5% görög katolikus, egyéb katolikus 2,6%, 12,7% egyéb keresztény, 8,7% felekezeten kívüli (21,6% nem válaszolt).

## Látnivalók
- Katolikus templom
- Református templom. 1816 és 1822 között épült. A nyugati oldalon emlékmű található az első világháború áldozatainak emlékére.
- Szeleczky Zita-emlékmű
- Hagyományok Háza
- Mesekerámia Műhely

## Híres emberek
- Itt született Balogh Béni író 1922-ben.
- Itt született Csorba Ilona színésznő 1938-ban.
- Itt nyugszik Szeleczky Zita színésznő. 1999. augusztus 3-án végakaratának megfelelően a családi kriptában helyezték örök nyugalomra.